# Nemzeti Bajnokság I 2003-2004
L'edizione 2003-2004 del Nemzeti Bajnokság I vide la vittoria finale del Ferencváros.
Il campionato era articolato in due fasi distinte: nella prima le dodici squadre si affrontavano in un girone all'italiana con partite di andata e ritorno. Al termine di questa prima fase le prime sei formavano un altro girone all'italiana che valeva per l'assegnazione dello scudetto e delle posizioni di vertice. Le ultime sei, invece, lottavano per non retrocedere. Infatti le ultime due di quest'ultimo raggruppamento dovevano giocare uno spareggio con due squadre della Nemzeti Bajnokság II per l'accesso al successivo campionato.
Capocannoniere del torneo fu Mihály Tóth del FC Sopron con 17 reti.

## Classifica prima fase
|  |     | Classifica prima fase 2003-04 | Pt | G  | V  | N | P  | GF | GS | DR  |
|  | --- | ----------------------------- | -- | -- | -- | - | -- | -- | -- | --- |
|  | 1.  | Ferencváros (CU)              | 44 | 22 | 12 | 8 | 2  | 29 | 15 | +14 |
|  | 2.  | BFC Siófok                    | 41 | 22 | 12 | 5 | 5  | 24 | 11 | +13 |
|  | 3.  | Debrecen                      | 39 | 22 | 11 | 6 | 5  | 34 | 17 | +17 |
|  | 4.  | MTK Budapest (C)              | 38 | 22 | 10 | 8 | 4  | 35 | 21 | +14 |
|  | 5.  | Újpest FC                     | 35 | 22 | 9  | 8 | 5  | 32 | 22 | 11  |
|  | 6.  | FC Sopron                     | 31 | 22 | 8  | 7 | 7  | 35 | 28 | +7  |
|  | 7.  | Pécsi Mecsek FC (N)           | 27 | 22 | 6  | 9 | 7  | 19 | 21 | -2  |
|  | 8.  | Videoton FC                   | 23 | 22 | 5  | 8 | 9  | 27 | 37 | -10 |
|  | 9.  | Zalaegerszegi TE              | 20 | 22 | 5  | 5 | 12 | 24 | 35 | -11 |
|  | 10. | Győri ETO FC                  | 20 | 22 | 5  | 5 | 12 | 23 | 38 | -15 |
|  | 11. | Békéscsaba 1912 Előre SE      | 19 | 22 | 4  | 7 | 11 | 23 | 34 | -11 |
|  | 12. | Szombathelyi Haladás (N)      | 17 | 22 | 3  | 8 | 11 | 12 | 38 | -26 |

## Classifica finale

### Play-off scudetto
|  |    | Classifica finale 2003-04 | Pt | G  | V  | N  | P  | GF | GS | DR  |
|  | -- | ------------------------- | -- | -- | -- | -- | -- | -- | -- | --- |
|  | 1. | Ferencváros (CU)          | 57 | 32 | 16 | 9  | 7  | 44 | 30 | +14 |
|  | 2. | Újpest FC                 | 56 | 32 | 15 | 11 | 6  | 48 | 29 | +19 |
|  | 3. | Debrecen                  | 56 | 32 | 16 | 8  | 8  | 51 | 32 | +19 |
|  | 4. | BFC Siófok                | 50 | 32 | 14 | 8  | 10 | 34 | 24 | +10 |
|  | 5. | FC Sopron                 | 48 | 32 | 13 | 9  | 10 | 53 | 42 | +9  |
|  | 6. | MTK Budapest (C)          | 44 | 32 | 11 | 11 | 10 | 42 | 40 | +2  |

### Play-off salvezza
|  |     | Classifica finale 2003-04 | Pt | G  | V  | N  | P  | GF | GS | DR  |
|  | --- | ------------------------- | -- | -- | -- | -- | -- | -- | -- | --- |
|  | 7.  | Pécsi Mecsek FC (N)       | 40 | 32 | 9  | 13 | 10 | 36 | 37 | -1  |
|  | 8.  | Videoton FC               | 40 | 32 | 10 | 10 | 12 | 55 | 51 | +4  |
|  | 9.  | Zalaegerszegi TE          | 39 | 32 | 11 | 6  | 15 | 45 | 47 | -2  |
|  | 10. | Győri ETO FC              | 36 | 32 | 10 | 6  | 16 | 36 | 54 | -18 |
|  | 11. | Békéscsaba 1912 Előre SE  | 32 | 32 | 8  | 8  | 16 | 36 | 50 | -14 |
|  | 12. | Szombathelyi Haladás (N)  | 23 | 32 | 4  | 11 | 17 | 19 | 63 | -44 |

- (C) Campione nella stagione precedente
- (N) squadra neopromossa
- (CU) vince la Coppa di Ungheria

## Verdetti
- Ferencváros campione d'Ungheria 2003-2004.
- Ferencváros ammesso al 2º turno di qualificazione della UEFA Champions League 2004-2005.
- Újpest FC ammesso al 2º turno preliminare della Coppa UEFA 2004-2005.
- Debreceni VSC e FC Sopron ammesse al primo turno della Coppa Intertoto 2004.
- Békéscsaba 1912 Előre SE  e Szombathelyi Haladás vincono gli spareggi e rimangono in NBI